# Claude Guinet
Pour les articles homonymes, voir Guinet.

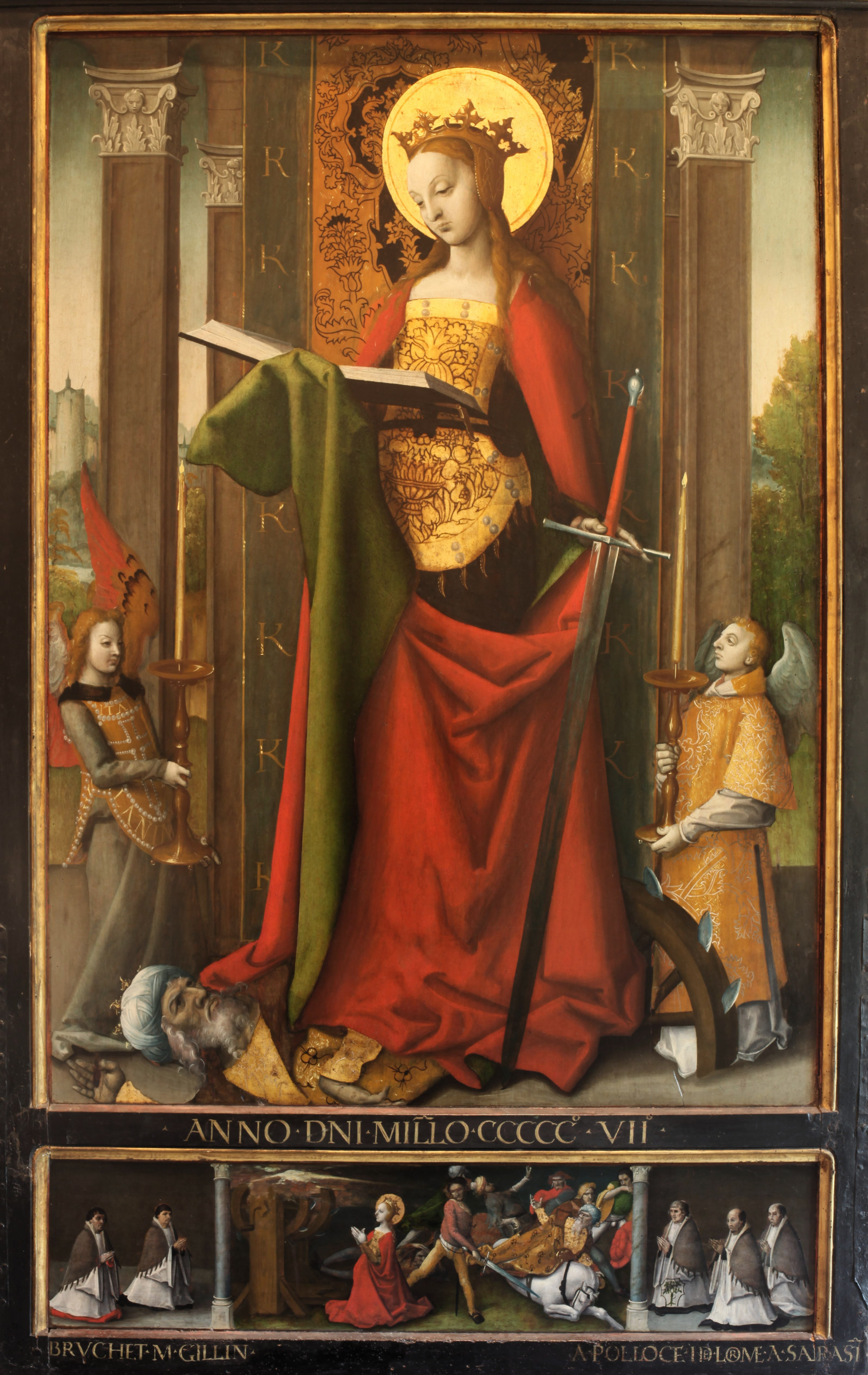
Claude Guinet, Sainte-Catherine, 1507. Musée des beaux-arts de Lyon.

Claude Guinet ou Guynet, dit Claude le Peintre, est un peintre et peintre verrier français, mort vers 1512 ou 1513.

## Biographie
Il travaille en 1493 à Lyon, où il signe en 1496 les statuts de la corporation des peintres verriers et sculpteurs. Claude Guinet est domicilié un moment près de l'église Saint-Nizier, rue de l'aumône, comme la plupart des maîtres peintre et verriers de cette église. Il loue pour ses activités une boutique au chapitre de l'église Saint-Nizier avec deux confrères Jean de Juys et Nicolas Droguet. Il obtient du consulat de Lyon une diminution de ses taxes municipales, décision souvent accordée à titre honorifique. 

## Production
Il obtient le poste de verrier de l'église Saint-Nizier le 15 juin 1499, succédant à Dominique du Jardin. Il quitte sa charge en juillet 1505 et est remplacé par Nicolas Droguet mais reste à Lyon jusqu'en 1512.
Il obtient en 1504, alors qu'il a toujours le titre de verrier de l'église Saint-nizier, le contrat de plusieurs verres commandités par le citoyen lyonnais Jean Rochefort. Il est payé alors 150 livres et fournit les verres en novembre de la même année. 
Natalis Rondot a proposé de reconnaître en lui l'auteur d'une Sainte Catherine, datée de 1507, mais rien ne l'atteste. Elle est au Musée des beaux-arts de Lyon, venue de l'église collégiale de Notre-Dame de Beaujeu. Le tableau est peint sur bois, et dans la prédelle sont les portraits de cinq prébendiers, probablement les donateurs. La sainte est présentée de façon semblable par la pose et les accessoires à la statuette de sainte Catherine qui décore une des niches du tombeau de Philibert II de Savoie à Brou. Claude Guinet est peut-être le peintre qui, sous le nom de Claude, est employé par Pierre II de Bourbon, sire de Beaujeu.
Il n'y a apparemment aucune indication d'un lien entre Claude Guinet et le Maestro Claudio qui, aux dires de Vasari vient à Rome accompagné de Guillaume de Marcillat et qui, toujours d'après Vasari, meurt à Rome peu après 1510.